# Arquibaldo e sua Turma
Arquibaldo e sua Turma foi uma revista em quadrinhos infanto-juvenil lançada em 1975 pela editora brasileira Vecchi. A revista publicava histórias de títulos já lançadas pela Archie Comics, tais como Archie, Archie and Me, Archie's Girls Betty and Veronica, Archie's TV Laugh-Out, Reggie and Me, Sabrina, the Teenage Witch entre outros. Foi a segunda publicação de HQs com personagens licenciados da Archie Comics no Brasil, a primeira foi entre 1954–1955, pela editora Orbis, sob o título de Frajola que teve 23 edições publicadas. Arquibaldo e sua Turma teve apenas 11 edições publicadas, sendo a mas curta publicação no país. Tendo sua primeira publicação em maio de 1975.
Os personagens nesta revista tiveram seus nomes alterados, Archie Andrews era chamado de "Arquibaldo". Já Jughead Jones teve seu nome alterado para "Moleza" e Reggie Mantle rival de Archie, era chamado de "Rick". Outros personagens como Betty e Veronica tiveram apenas seus nomes traduzidos do inglês para o português.[carece de fontes?] Na década de 1980, Archie e sua turma apareceram em algumas edições de Mad, que naquela época era publicada pela Vecchi.

## Personagens
| Nome em português   | Nome original    | Ref. |
| ------------------- | ---------------- | ---- |
| Alan Mayberry       |                  |      |
| Alexandra Cabot     |                  |      |
| Alexander Cabot III |                  |      |
| Arquibaldo "Arqui"  | Archie Andrews   |      |
| Austregésilo        | Mr. Weatherbee   |      |
| Beti                | Betty Cooper     |      |
| Coach Kleats        | Treinador Kleats |      |
| Dona Estela         | Miss Grundy      |      |
| Dona Hermengarda    | Miss Haggly      |      |
| Eugênia             | Ethel Muggs      |      |
| Grandão             | Moose Mason      |      |
| Hal Cooper          |                  |      |
| Josie McCoy         |                  |      |
| Melody Valentine    |                  |      |
| Suzi                | Li'l Jinx        |      |
| Mirtes              | Midge Klump      |      |
| Moleza              | Jughead Jones    |      |
| Nilton              | Dilton Doiley    |      |
| Paulo Kinkle        | Harvey Kinkle    |      |
| Pepe                | Pop Tate         |      |
| Rick                | Reggie Mantle    |      |
| Sabrina Spellman    |                  |      |
| Sr. Lodge           | Hiram Lodge      |      |
| Tia Hilda           | Hilda Spellman   |      |
| Valerie Brown       |                  |      |
| Verônica            | Veronica Lodge   |      |

## Edições publicadas
| № da edição | Capa | Data de lançamento | № de páginas | Preço (em Cr$) | Nota | Ref. |
| ----------- | ---- | ------------------ | ------------ | -------------- | --- | ---- |
| N.º 1       |      | maio de 1975       | 66           | 2,50           | — |      |
| N.º 2       |      | junho de 1975      | 68           | 2,50           | Publicada originalmente em Archie and Me nº 61 (1974). |      |
| N.º 3       |      | julho de 1975      | 68           | 2,50           | Publicada originalmente em Life with Archie nº 145 (1974). |      |
| N.º 4       |      | 1975               | —            | 2,50           | Capa retirada de Archie's Girls Betty and Veronica nº 231 (1975). |      |
| N.º 5       |      | outubro de 1975    | 52           | 3,00           | Arcos de histórias originalmente publicados em: Sabrina, the Teenage Witch nº 21 (1974); Reggie and Me nº (1974); Josie and the Pussycats nº 48 (1970) e Laugh Comics nº 279 (1974). |      |
| N.º 6       |      | dezembro de 1975   | 52           | 3,00           | Publicada originalmente em Archie's TV Laugh-Out nº 35 (1975). |      |
| N.º 7       |      | fevereiro de 1976  | 36           | 3,00           | — |      |
| N.º 8       |      | abril de 1976      | 36           | 3,00           | — |      |
| N.º 9       |      | junho de 1976      | 68           | 5,00           | — |      |
| N.º 10      |      | agosto de 1976     | 68           | 5,00           | — |      |
| N.º 11      |      | dezembro de 1976   | 68           | 5,00           | — |      |